# 圓頂

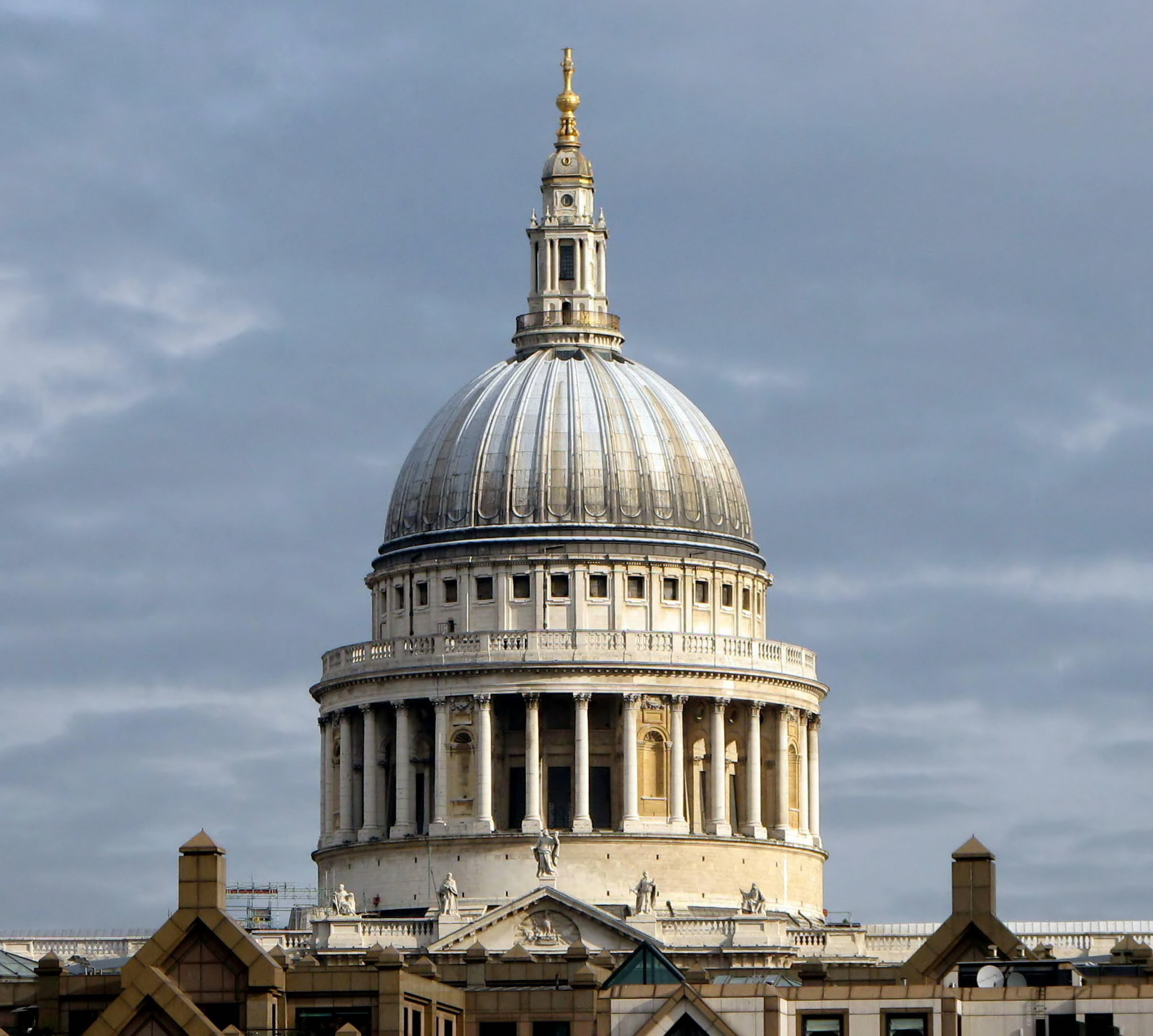
聖保羅座堂的圓頂

圓頂又稱穹頂或穹窿頂，是一種常見建築結構，外型類似一個空心球體的上半部。圓頂的橫切面並不一定是完整圓球型，亦可以呈橢圓形。用各种材质制造的圆顶在建筑学中有悠久的历史，可以回溯到史前时期。
在古代近東的建筑物和坟墓中，已经可以找到叠涩拱的身影。这是一种在两根支撑柱上以砖石层层收进，直到中线合拢的半圆顶的拱，和圆顶已经相似。而大规模的制造真正圆顶的技术则出现在罗马建筑革命中。罗马人利用圆顶来增加神庙和其他建筑物，如万神庙的内部空间。这个传统在罗马成为天主教中心后仍然有增无减，从拜占庭的宗教或世俗建筑中可以看得出来。公元六世纪，随着采用了革命性新技术三角穹顶的圣索菲亚大教堂（位于伊斯坦布尔）的出现，可以说圆顶建筑达到了一个高潮。而随着穆斯林对萨珊王朝和拜占庭帝国的军事胜利，圆顶建筑也开始成为穆斯林建筑的特色之一。
在俄罗斯的教堂建筑中，东正教从拜占庭式建筑中汲取了圆顶技术后，则出现了使用多个圆顶的独特传统。俄罗斯建筑的圆顶常常镀金或采用明亮的色彩，并呈葱头形状，称为葱头圆顶，和方形攒尖顶一样是俄罗斯宗教建筑的特色。
文艺复兴时期，西欧再次发现了圆顶建筑，圆顶建筑在18世纪早期的巴洛克时期到达了第二個高峰。不少19世纪的大型公共建筑都采用了圆顶设计，以示對罗马元老院的追思。民居则少用圆顶，圓頂只見於巴洛克世纪最豪华的宫殿和房屋。
许多穹顶（特别是文艺复兴时期及巴洛克时期的建筑穹顶）上，会再加一个小穹顶。这是中世纪时期的创造，不仅有利采光和通风，也为穹顶的装饰增添了变化。

## 特征

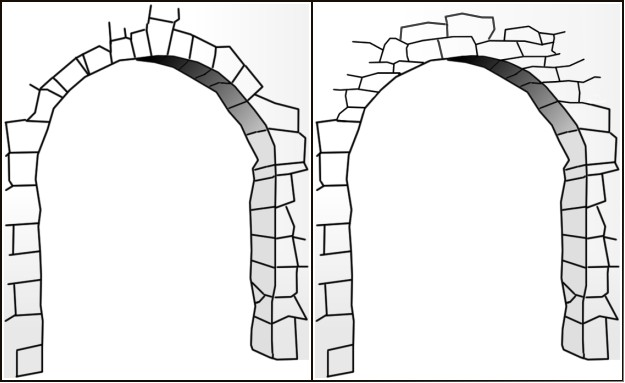
“真正的”拱门和叠涩拱门的比较：右边的叠涩拱中每一块砖石比下面的一块平移了一点，而左边的“真正的”拱中的每一块砖石则是斜斜地搭在侧下方的砖石上，并转一个微小的角度，直到中间时转为垂直。

穹顶可以视作拱的发展。将穹顶沿中心剖开，剖出的平面就是一个拱形。所以穹顶可以看成是一个拱绕着它的垂直中心轴旋转一周而得到。因此穹顶像拱一样有着很大的结构强度，可以不需借助内部结构支撑而达到较大的空间跨度。叠涩拱是将两面砖石层层向中心收拢而最后在中线交合的拱，它和所谓“真正的”拱的区别在于它的每一块砖石都是平铺的，是相对于它下面的一块砖石朝中心平移了一点。而“真正的”拱或者说穹顶则是由角度不断变得更加倾斜的砖石层逐渐向中心靠拢，而最后角度转到90度的时候在中心最高点接合。

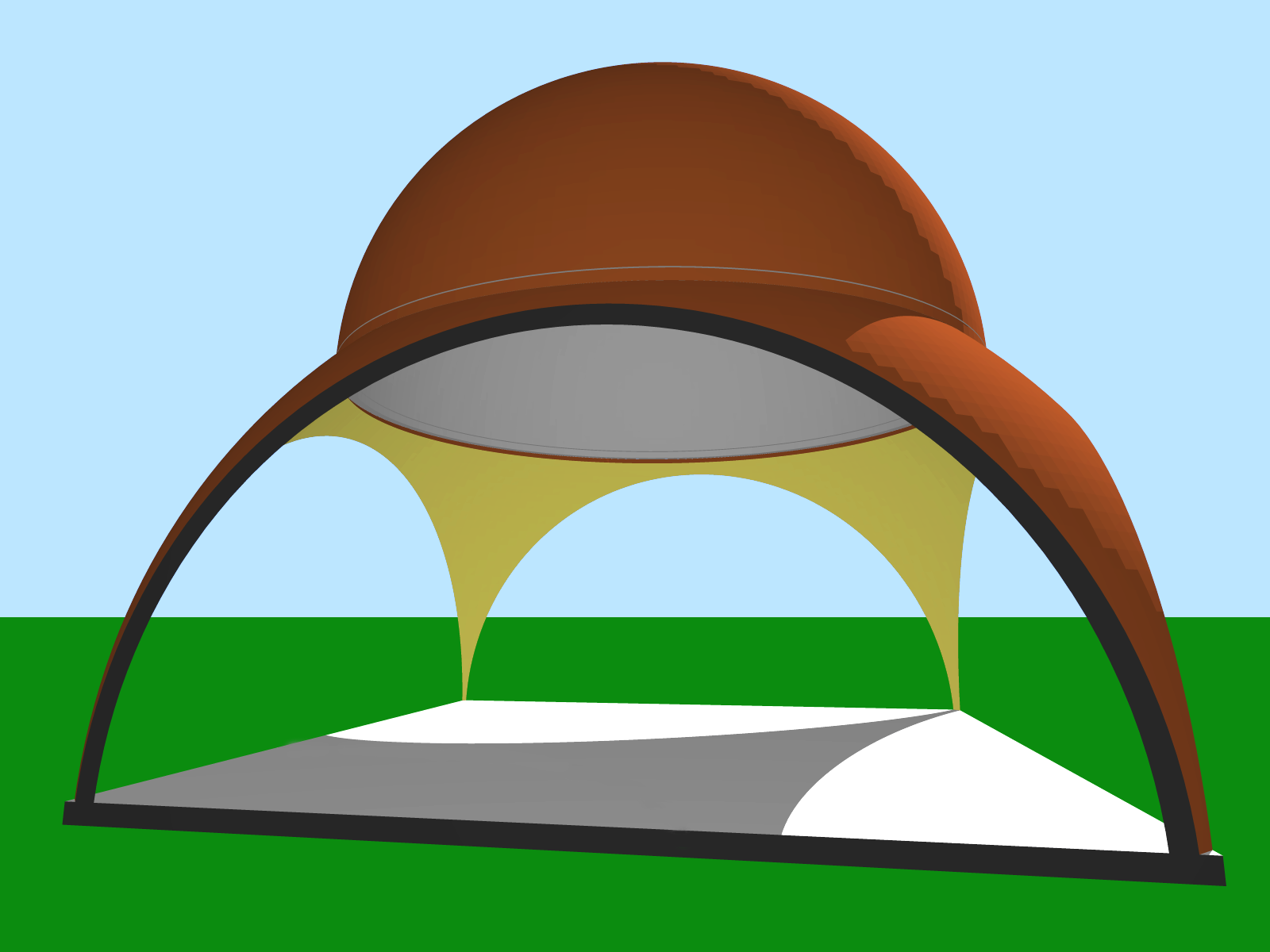
复合式穹顶（红色）以及穹隅（黄色），穹隅形成的大球面支撑着穹顶。

取决于穹隅的使用，圆顶可分为两类：简单的和复合的。对于简单的穹顶，穹隅是球面（即穹顶）的一部分。但是这类穹顶比较少见。对于更常见的复合式穹顶，穹隅大球面的一部分，而穹隅环绕的大球面之上是真正的穹顶或穹顶的鼓形座。

## 历史

### 早期的原始圆顶

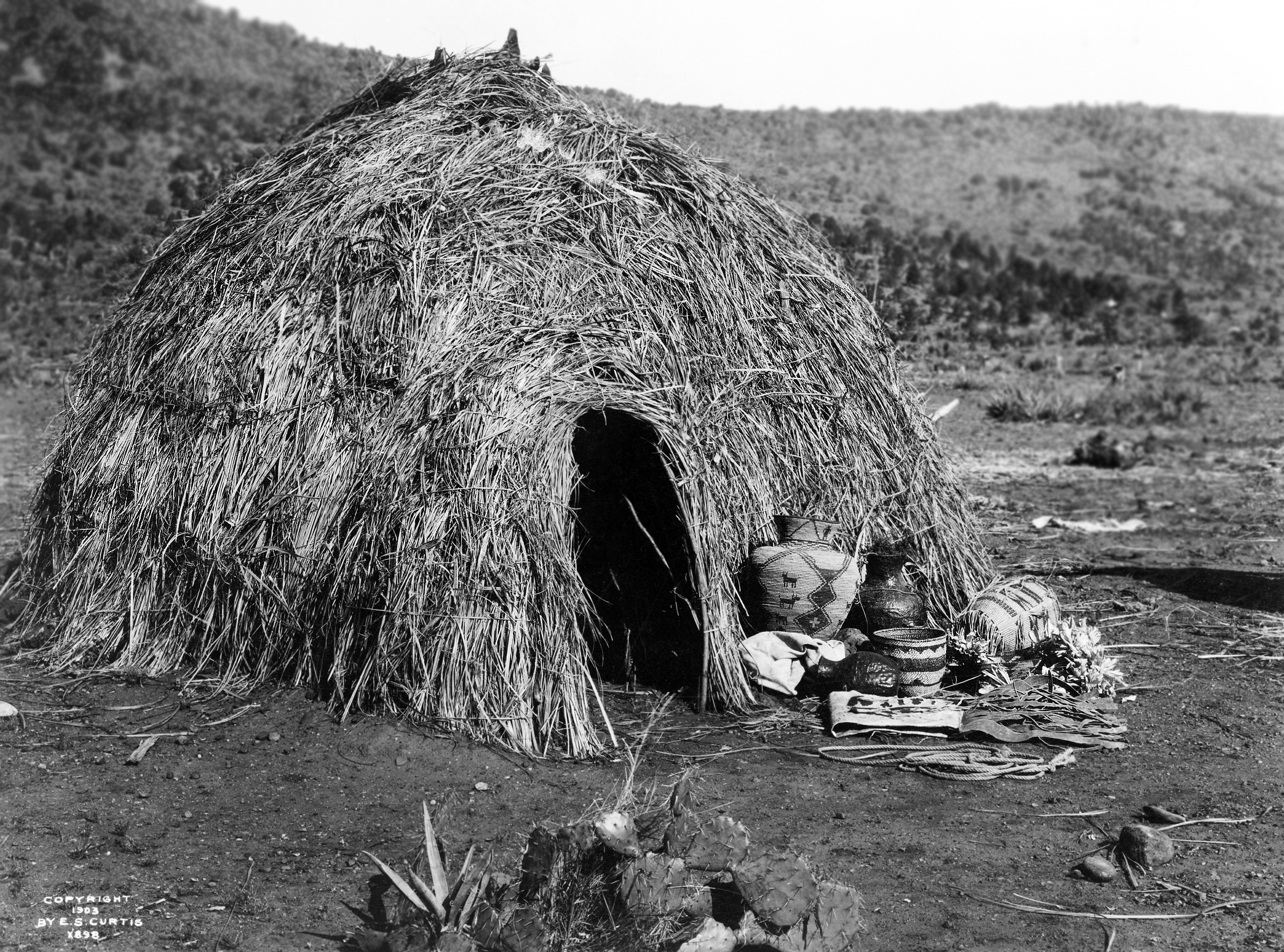
阿帕契族的维格沃姆。

早在史前时期，人类就懂得使用手边的材料建造圆顶的居所。尽管无法知道最早的圆顶居屋源自何处，但在各地都已经发现了圆顶的房屋。
已知最早的圆顶房屋大概是用猛犸的长牙和骨骼制成的。这些房屋在1965年于乌克兰的梅日里奇发现，大概可以追溯到15,000至20,000年前。
到了现代，仍有不少土著使用类似圆顶的居所的记载。北美洲土著民族会建造一种称为“维格沃姆”的居屋，材料是皮革或禾草覆盖树枝或木棍。中美洲的俾格米人也会建造类似的小屋，只不过使用的材料是树叶或砾石。而居於北极地区的因纽特人则用冰建造圆顶房屋：因纽特冰屋。

### 罗马与拜占庭圆顶

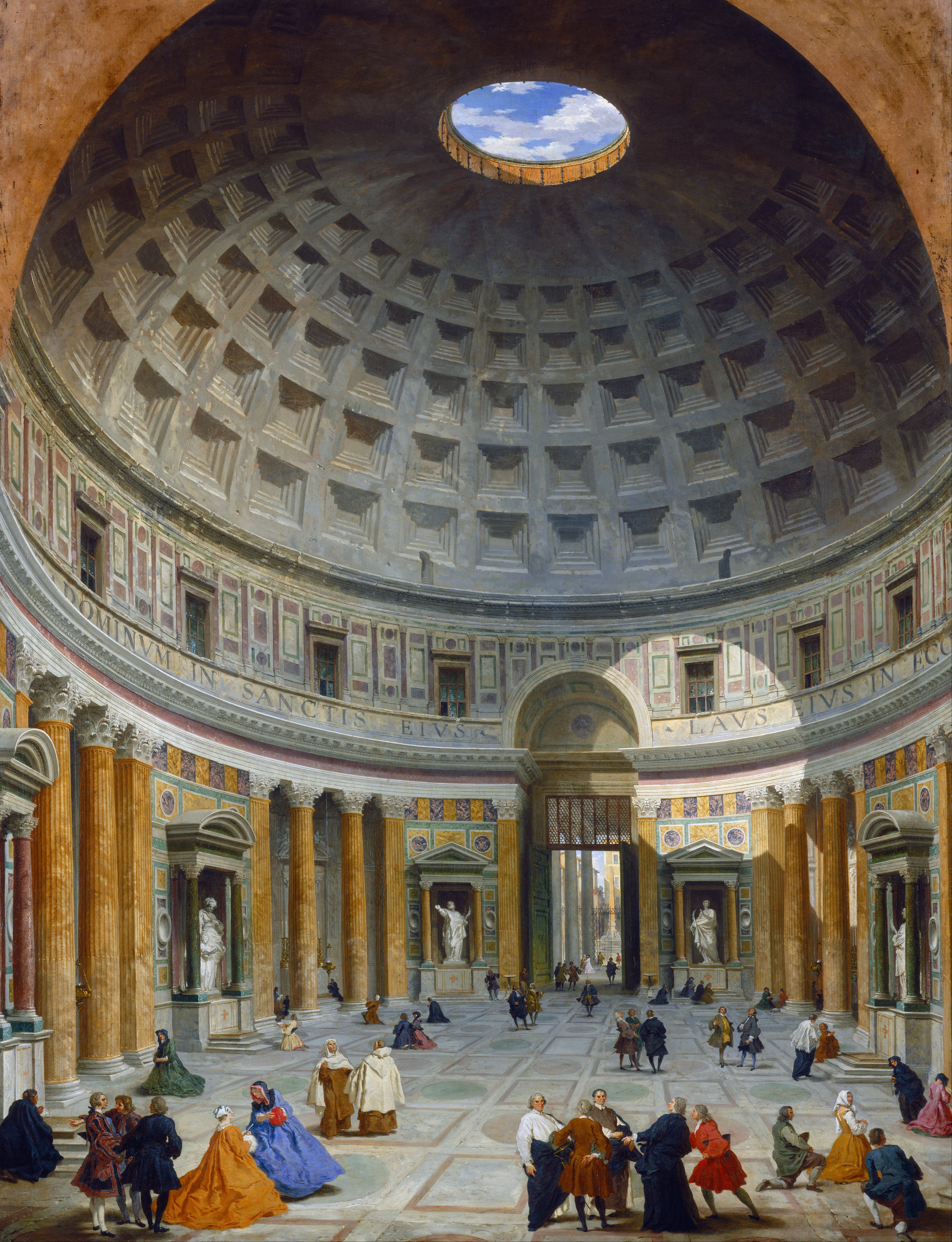
吉奥凡奇·保罗·帕尼尼，罗马万神庙变成天主教堂之后。

罗马人建造的圆顶有木质、石质、砖质、无钢筋混凝土和陶质的。最著名的也是最大的罗马式圆顶是罗马的万神庙。万神庙建于2世纪，最初建造时的用途是神庙。圆顶是用无钢筋混凝土建筑在厚厚的圆环形围墙之上。圆顶的顶端有一个圆形的开口，称为圆顶的眼（拉丁語：oculus）。眼可以是阳光透进神庙内部，同时改善通风。从地面到眼的高度和环形围墙的直径是一样的，都是43.3米。建成之后，万神庙在接下来的一千年内都是世界上最大型的圆顶建筑，也是迄今最大的无钢筋混凝土制造的圆顶建筑。
罗马人也使用半圆顶的建筑样式，也就是一个圆顶从中心竖直对半切开后的形状。这种样式一般用在巴西利卡的开敞式谈话厅（拉丁語：exedra）或壁龛之中。在近古时代，开敞式谈话厅转变为一种半圓形後殿，样式视乎罗马和拜占庭风格而有所不同。
民居中的罗马式圆顶首见于罗马皇帝尼禄的雄伟的金宫。金宫奢华昂贵的装饰导致如此大的非议，以至于这些装饰在尼禄去世后很快就被抹去，以便其它的公共建筑如提图斯浴场和罗马斗兽场的建筑工程能够进行。
随着天主教的兴起和西罗马帝国的衰亡，圆顶建筑开始成为余下的东罗马帝国中的宗教或世俗建筑的标志性特色。而且圆顶更多地被应用在四方形的建筑之上。

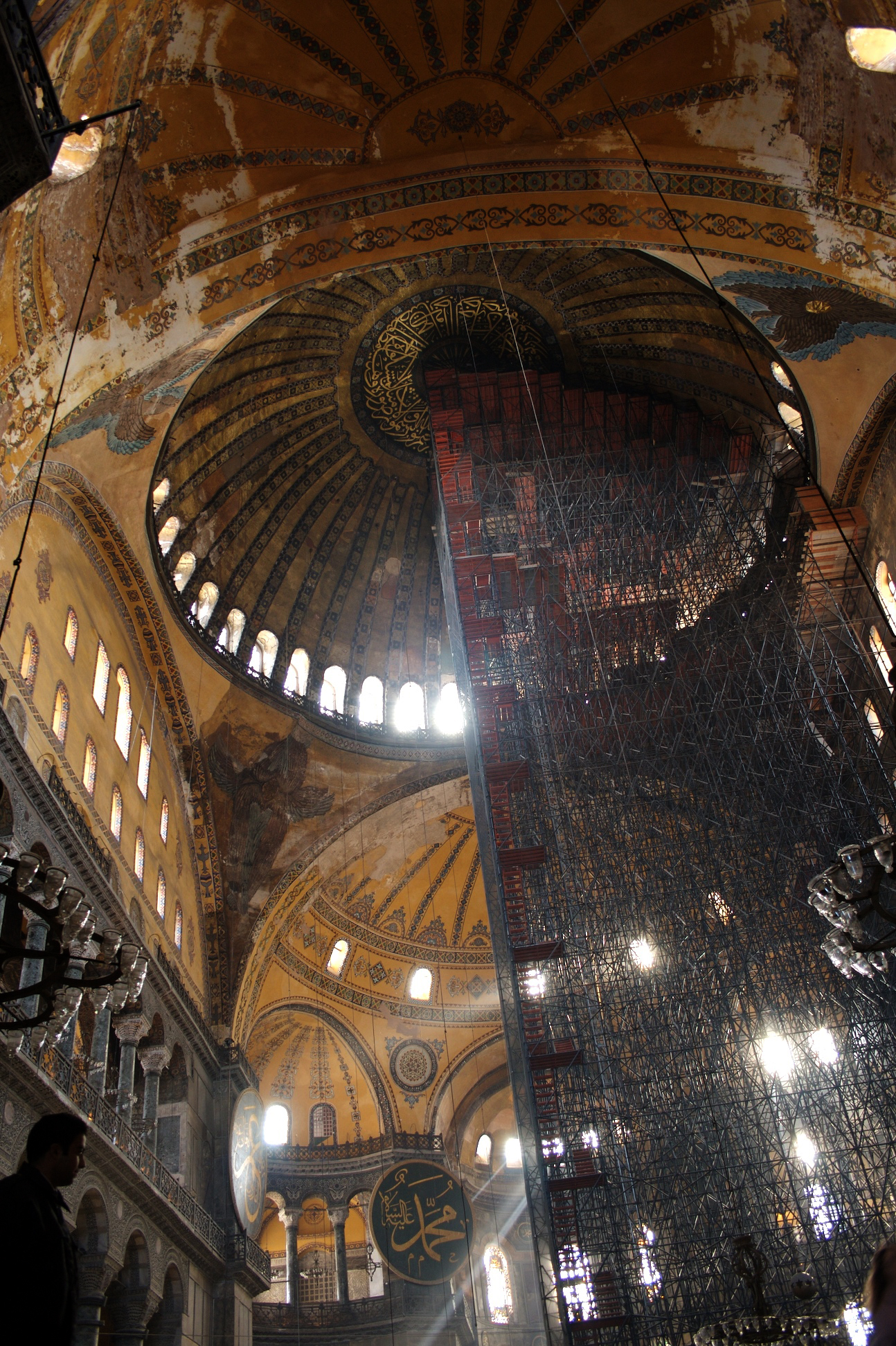
伊斯坦布尔，圣索菲亚大教堂

为了使得正方形或长方形的围墙能够支撑住底部为圆形的穹顶，新的建筑技术出现了。一开始时，建筑师们使用的是一种称为突角拱的技术来解决问题。随着三角穹顶的发明，建筑师使用一个更大的圆顶的三角形部分来填充穹顶的圆形底部和四方形围墙的空间。拜占庭式建筑中最著名的圣索菲亚大教堂就是第一批使用这种技术的成果之一。在文艺复兴时期和之后的巴洛克时期的教堂中，三角穹顶被大量使用。
在简单的三角穹顶中，使用的是原来的圆顶的三角形部分来填充。但这种穹顶不多见。在更常见的复合式圆顶，如圣索菲亚大教堂中，三角穹顶是一个更大的圆顶的三角形部分。也就是说，将一个更大的圆顶水平截去上面的一段，然后再在四面根据围墙的外形截去四个部分，剩下四个类三角形的结构。然后将它上接圆顶，下接围墙。
圣索菲亚大教堂537年竣工时，成為世界最大的教堂，直到1520年塞维利亚主教座堂面世。在三角穹顶中所用的大圆顶直径有31.24米宽，离地55.6米。与罗马万神庙的顶部不同，圣索菲亚大教堂的顶端是没有眼的，而改为在圆顶的底端开出一环窗户。除此之外，主圆顶的两个对侧还开有大小相似的半圆顶。

### 波斯、阿拉伯以及西欧的圆顶建筑
从224年建造的阿尔达希宫的遗迹中，可以看出萨珊帝国（今伊朗）对于穹顶的应用。萨珊建筑继承了早期美索不达米亚式的圆顶的风格

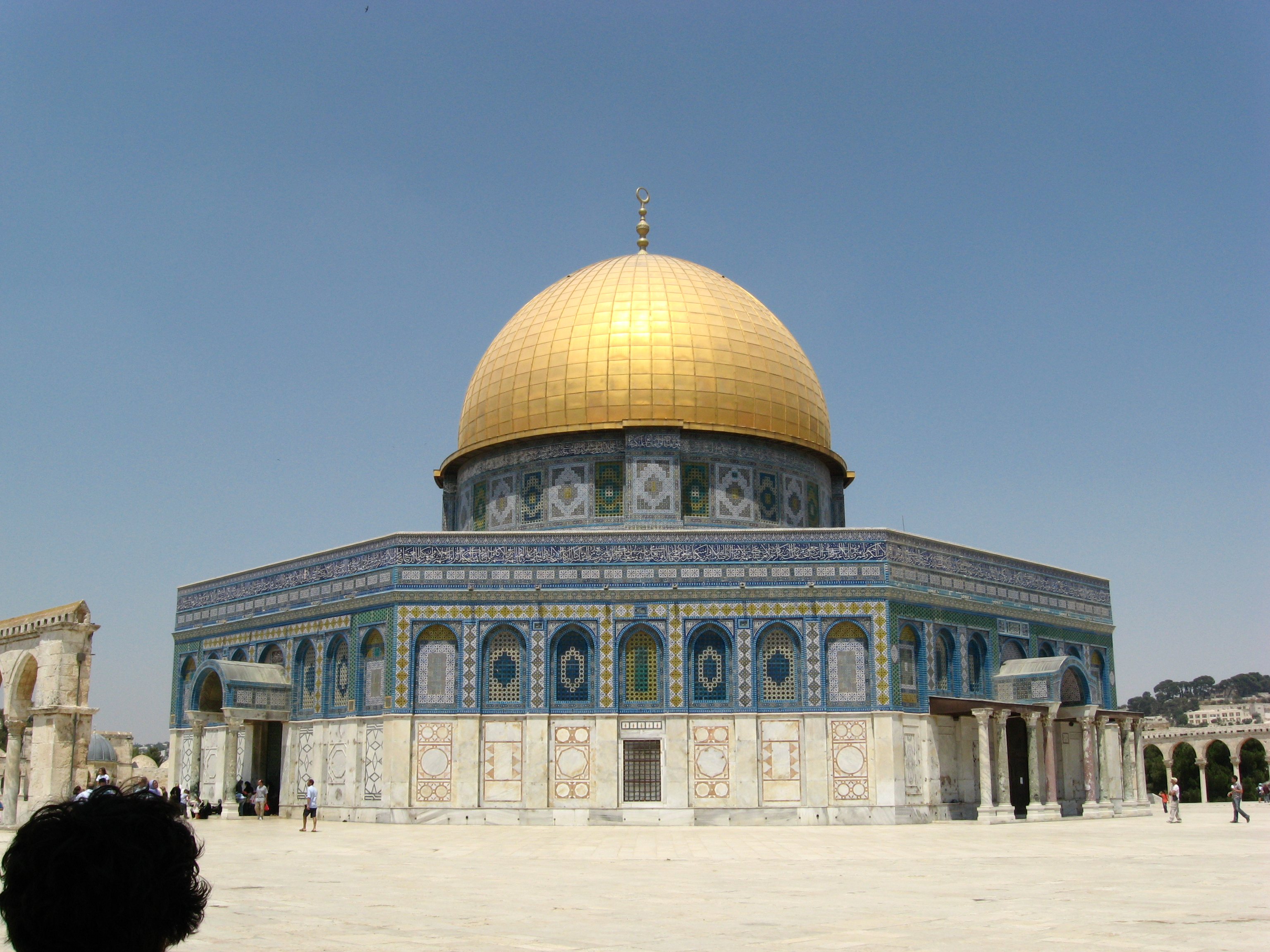
耶路撒冷的石制圆顶

520年，東哥德王國的皇帝狄奧多里克大帝在意大利的拉文納建造了狄奧多里克陵墓。这时离西罗马帝国灭亡已经有44年了。陵墓采用的圆顶是从一块三百吨的石块直接雕刻而成。这在当时是很罕见的：大部分圆顶都是用砖石砌成。
耶路撒冷的圆顶清真寺約於685-691年建成，是最早的伊斯兰建筑。圆顶直径约20米，外面用金覆盖。

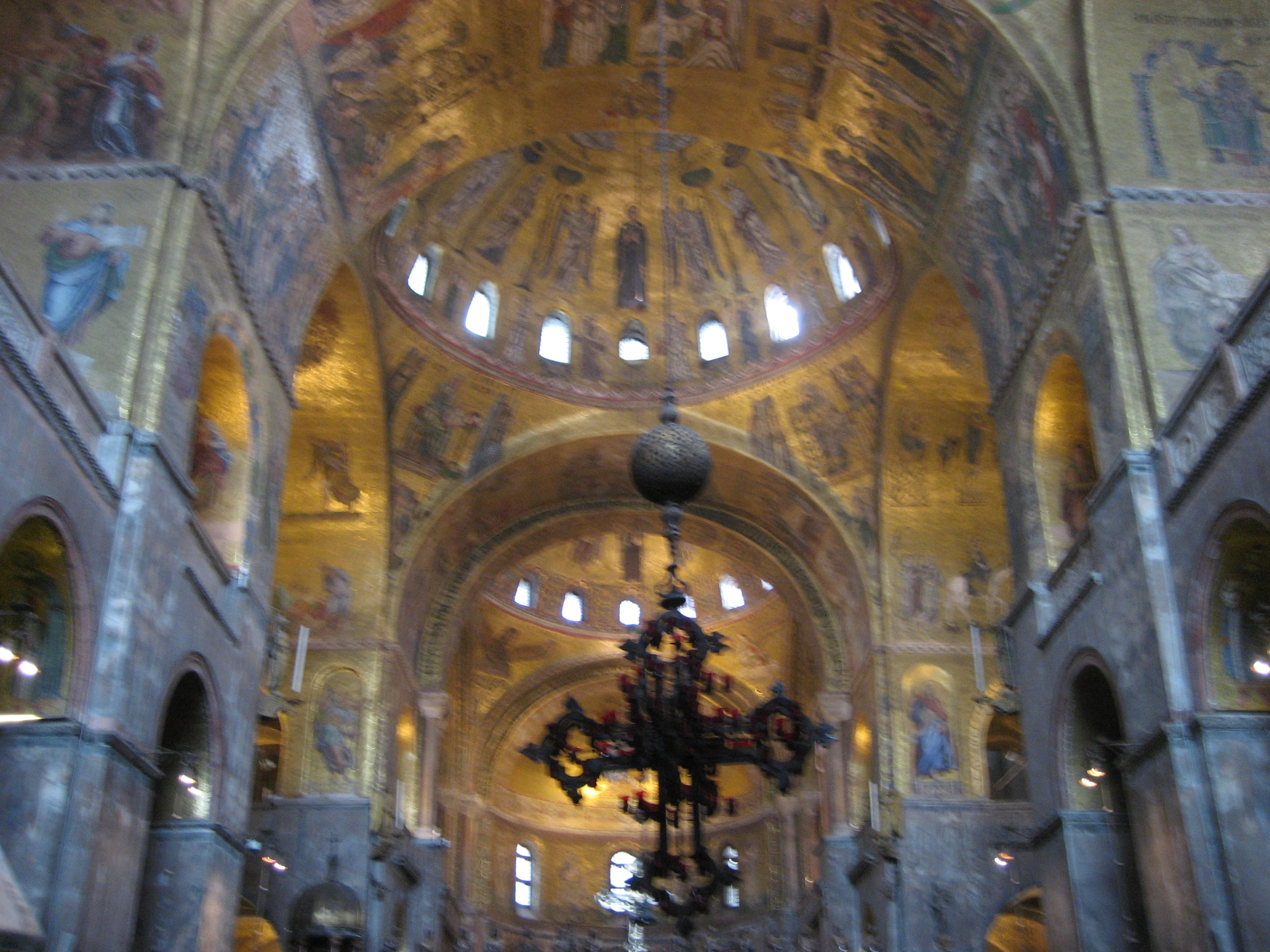
意大利威尼斯的圣马可宗座聖殿内部

790年代，神圣罗马帝国的开国皇帝查理大帝在他在亚琛的宫殿里建造了帕拉丁礼拜堂。礼拜堂的建筑风格明显受到了拉文納的拜占庭式巴西利卡，圣维塔莱教堂的影响。在当时，这个八边形的圆顶是阿尔卑斯山脉北边的最大圆顶教堂。
意大利威尼斯的圣马可宗座聖殿在建成后的数百年间不断被修缮。现在的教堂是1063年修缮后的样子，采用五个圆顶的正十字形平面构造。圆顶为拜占庭式风格，似乎模仿了君士坦丁堡的圣使徒教堂的风格。令人印象深刻的是圆顶内壁用镀金马赛克覆盖，被称为“金色教堂”（拉丁語：Chiesa d'Oro）。

### 俄罗斯圆顶建筑

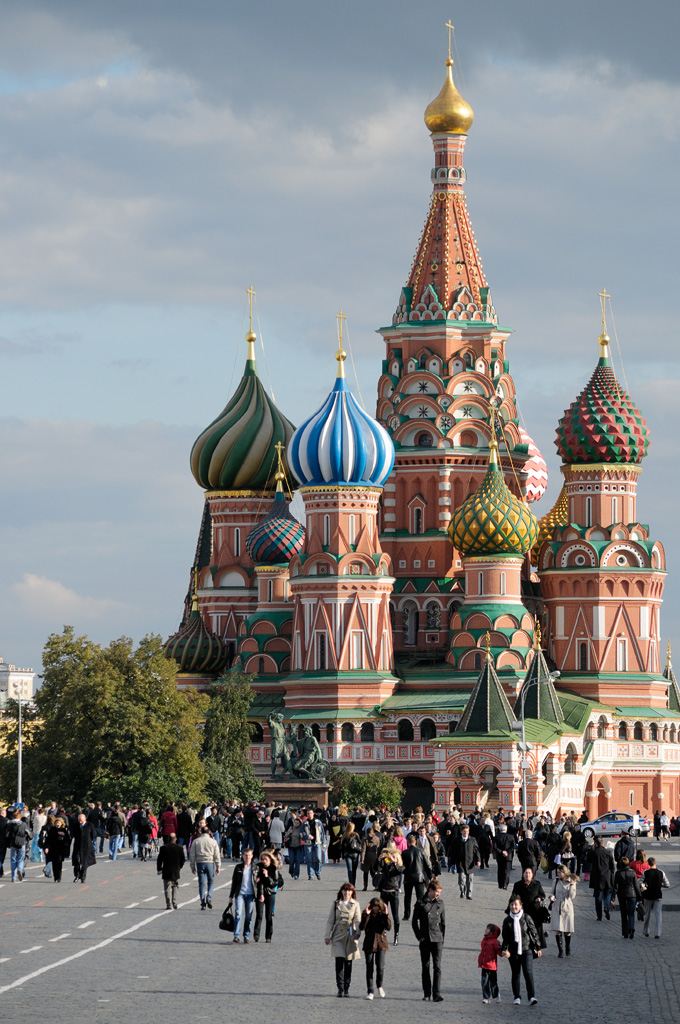
著名的华西里·柏拉仁诺教堂，位于莫斯科，建于公元1555至1561年。别具一格的洋蔥形圓頂是稍后的1680年建造的，充分显示了俄罗斯式圆顶的特色。

俄罗斯教堂的特点是采用多圆顶，这是俄罗斯与其他东正教国家或天主教国家的不同之处。俄罗斯最早的基辅罗斯的基督教化后建造的东正教教堂就是多圆顶的。这些教堂中有13個圆顶的，也有25圆顶的。圆顶的数目有宗教意义，比如说13個圆顶代表了基督和十二使徒，而25圆顶还包括了旧约圣经中的十二先知。东正教教堂中最多的有33个圆顶，象征着耶稣在世上度过的33个春秋。而俄罗斯东正教堂的圆顶要远小于拜占庭式的圆顶。

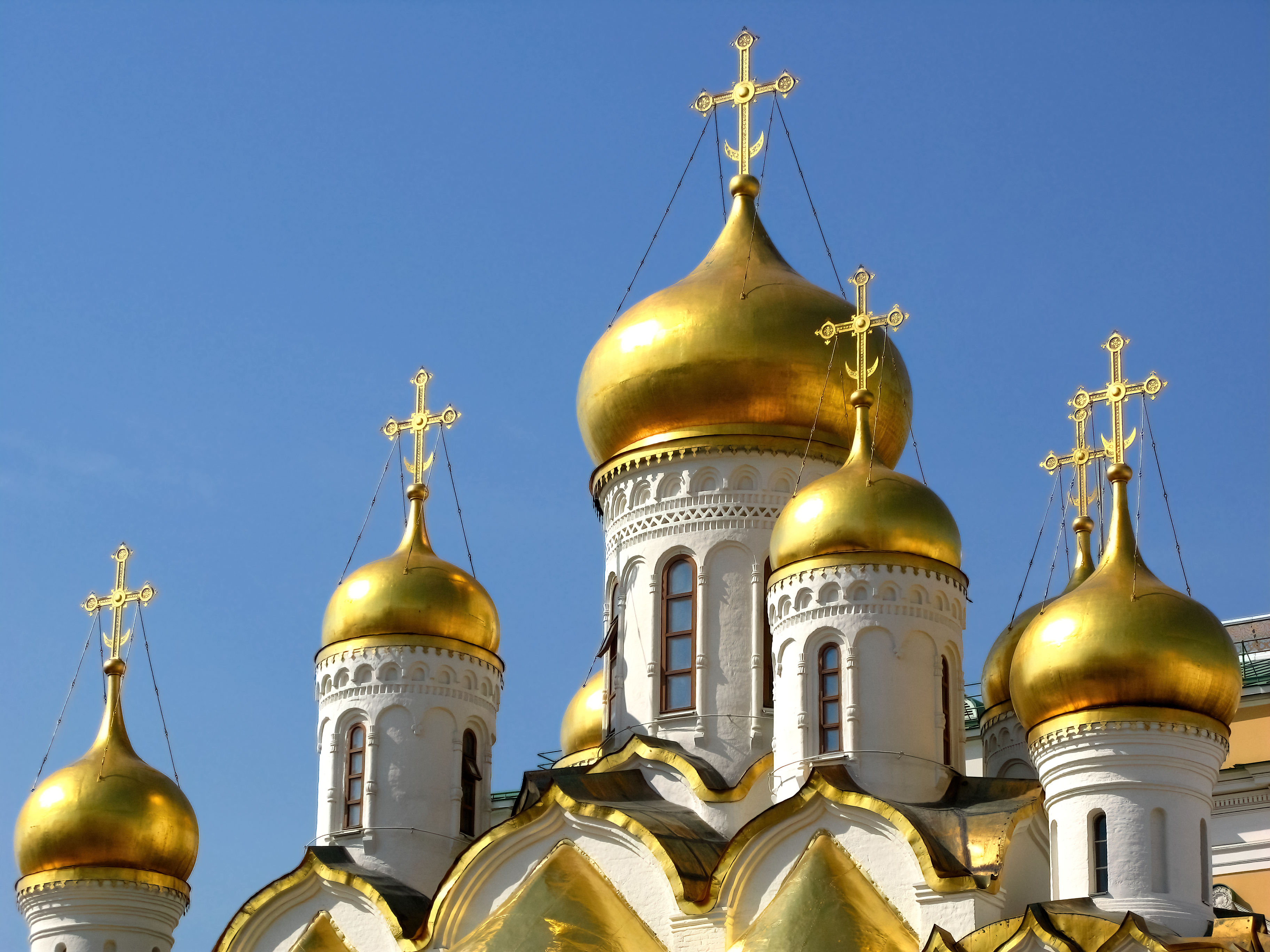
莫斯科的圣母升天大教堂的葱头圆顶

早期的俄罗斯石质教堂还保留着拜占庭式的风格，但15世纪以后，葱头圆顶成为了传统俄罗斯建筑的常见形式。葱头圆顶是指圆顶的形状不是严格的半球形，而是像一个洋葱头。如攒尖顶一样，葱头圆顶一开始只是在木质圆顶中使用，到了很久以后才开始成为石质圆顶的样式。圆顶的顶端会有一个巨大的十字架，这个风格古罗斯时期东正教教堂从拜占庭教堂借鉴的。
东正教中，圆顶意味着至高无上的苍穹，它是象征着帮助教徒接近上帝的阶梯。俄罗斯人将圆顶想象为一团燃烧的火焰，因此俄罗斯式的圆顶常常镀上金色或其它明快的颜色。19世纪中期以前，镀金工艺一直使用水银，易生危险。特别是在最大的圆顶建筑──圣彼得堡的圣以撒大教堂中也有使用。19世纪中期，比较安全的电镀镀金法面世，首次使用在莫斯科的救世主大教堂的圆顶上。后者是世界上最高的东正教教堂。

## 圖片集

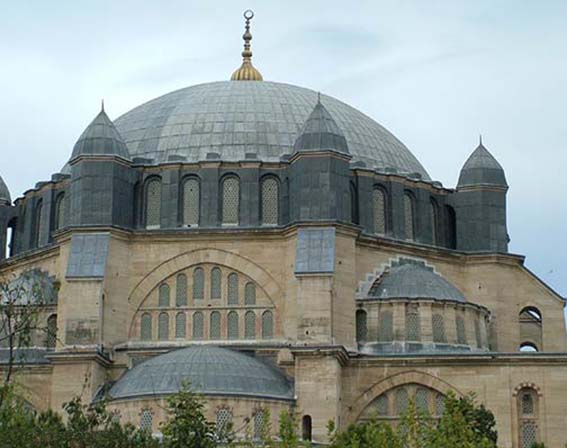
位在土耳其埃迪爾內的塞利米耶清真寺圓頂的外層。
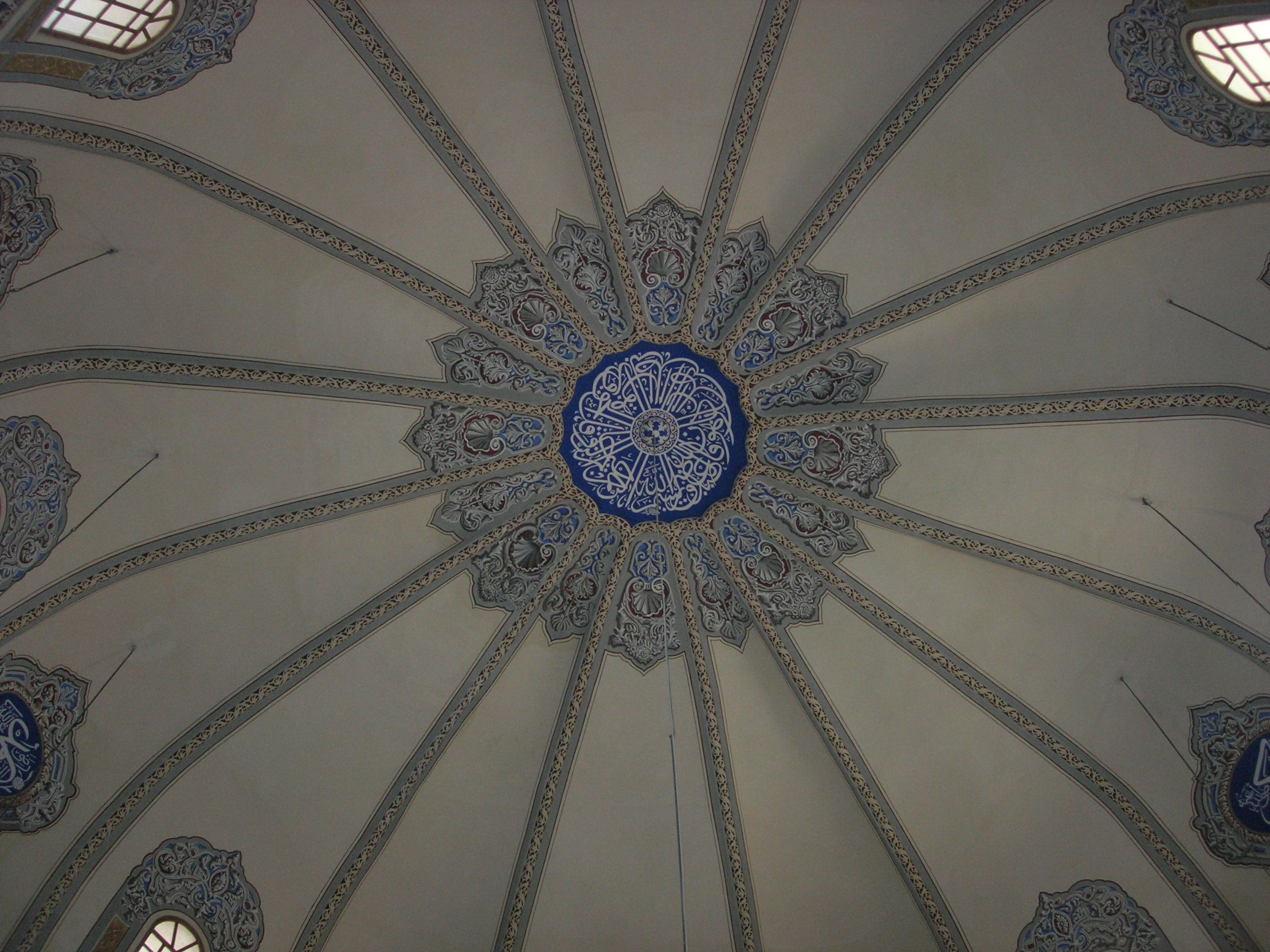
現在伊斯坦堡小圣索菲亚清真寺的圓頂。
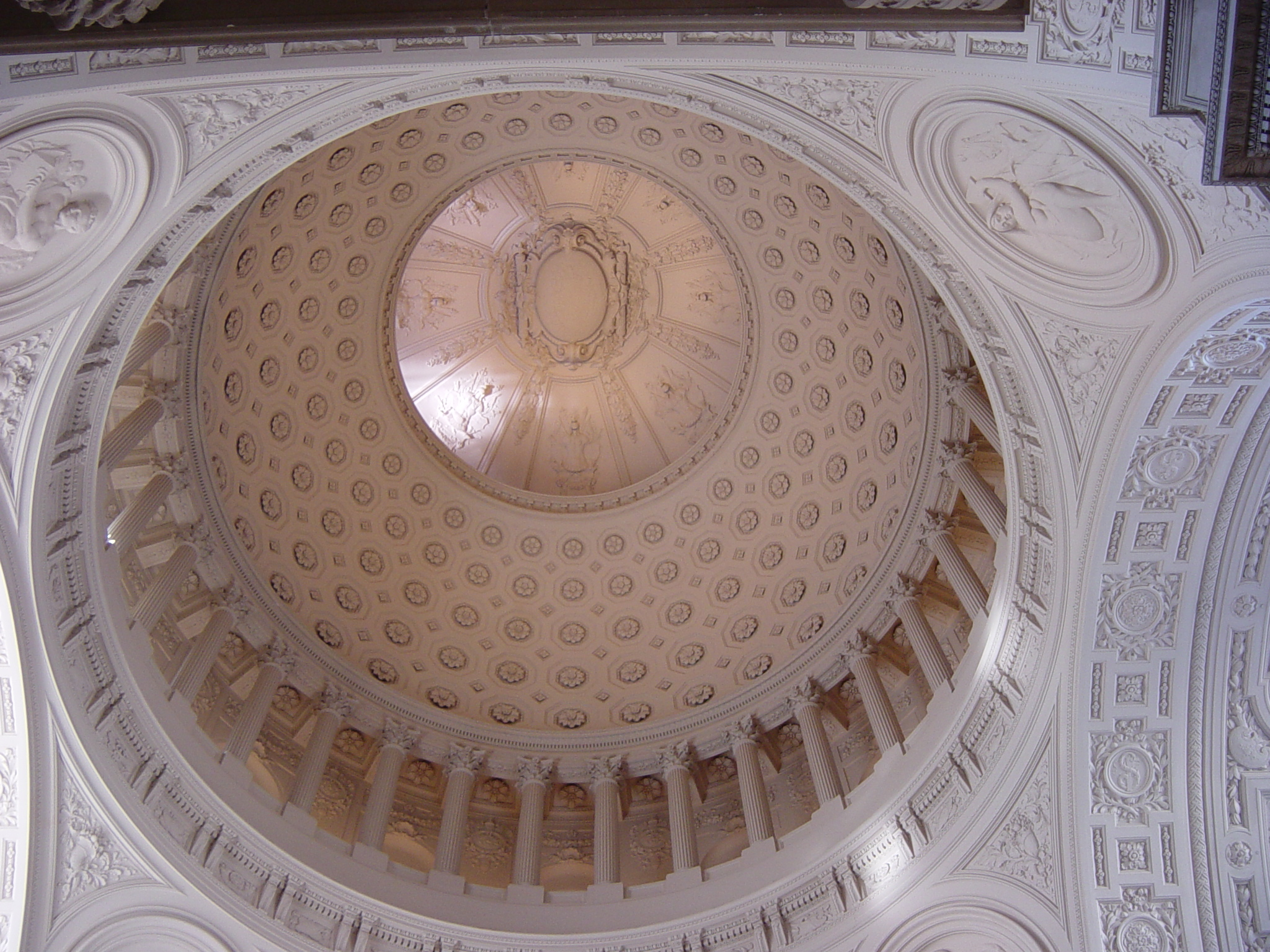
旧金山市政厅圓頂的內層。
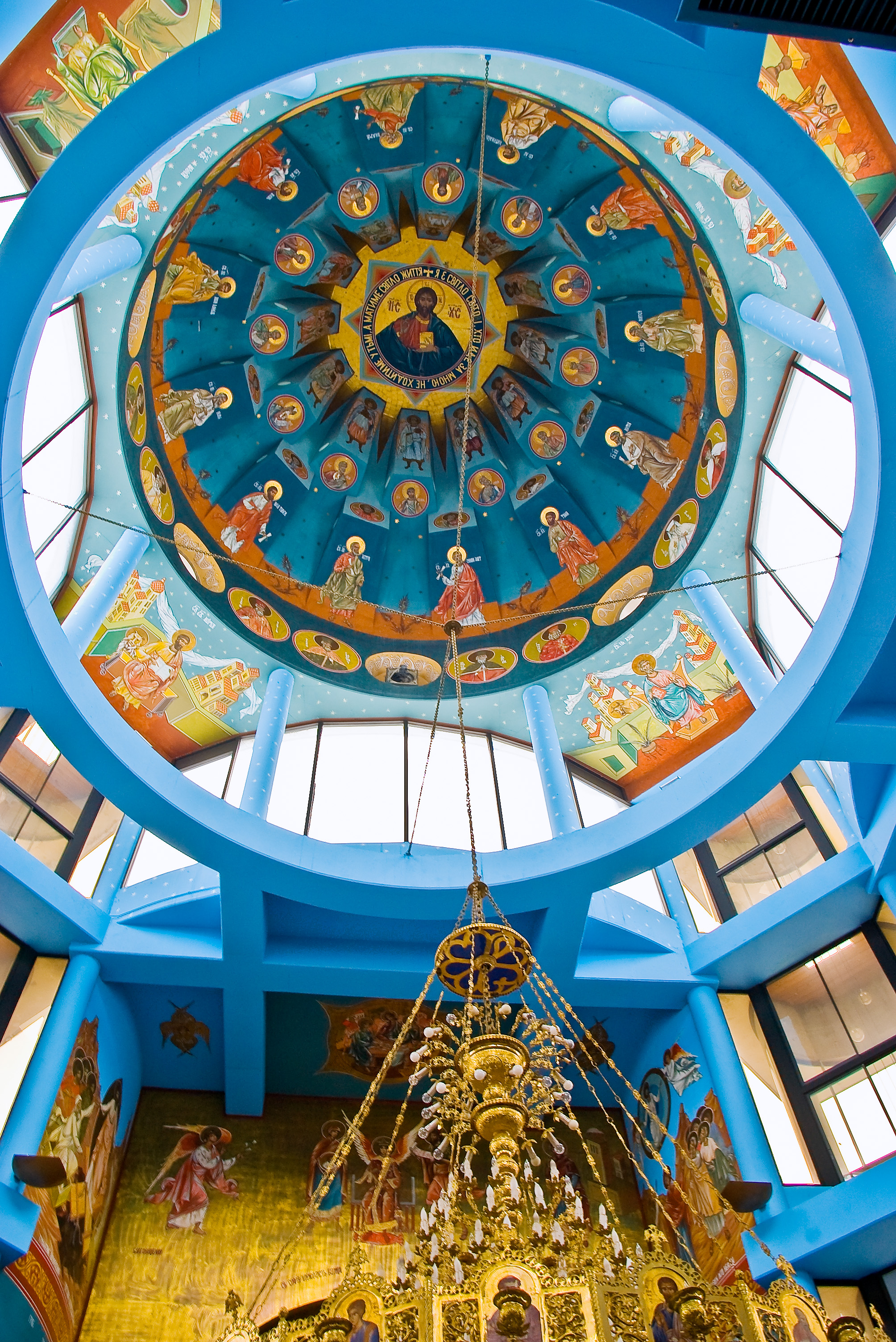
芝加哥一希臘天主教教會的圓頂的內層，其中以拜占庭教會風格的耶穌像。
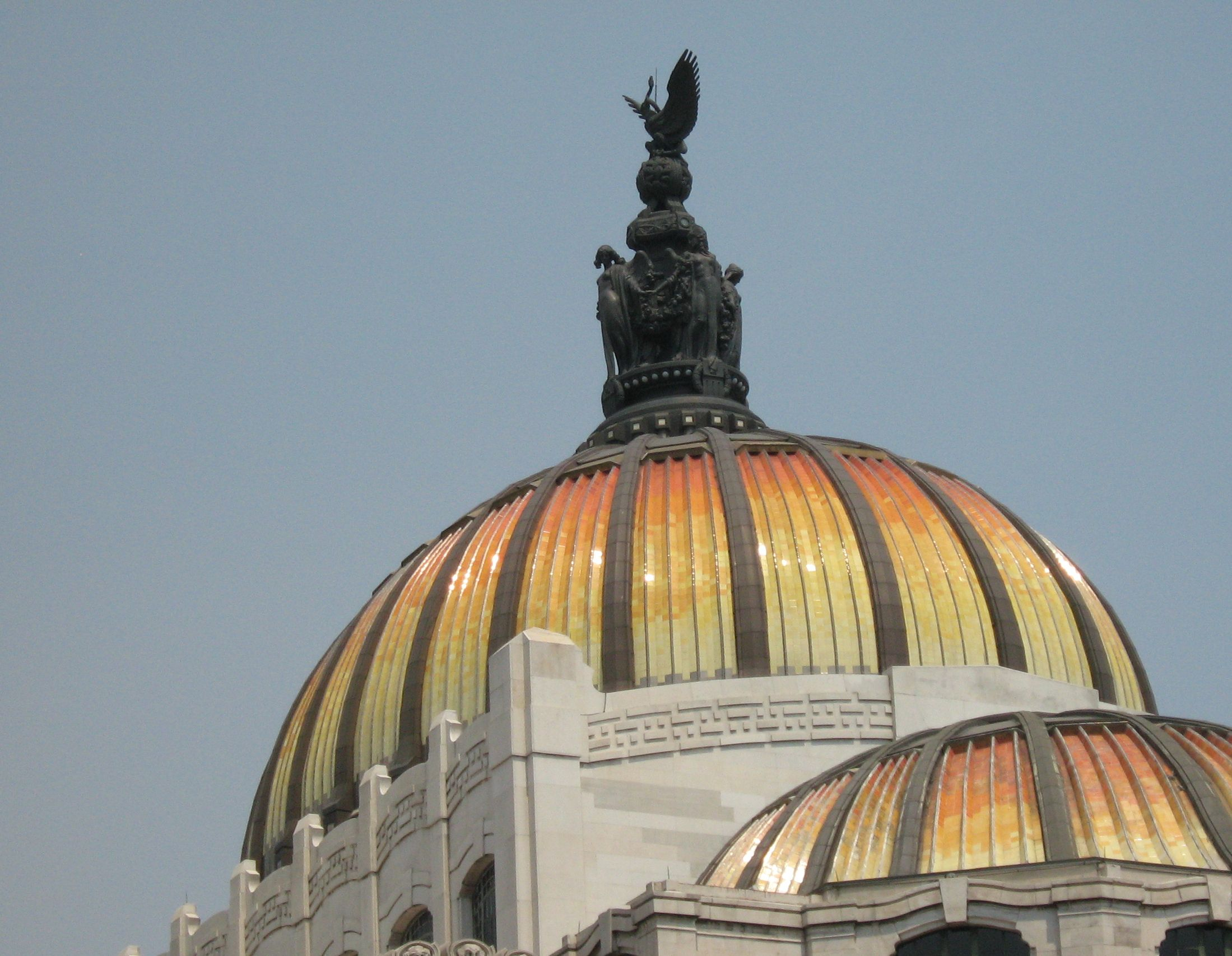
墨西哥市的藝術宮。
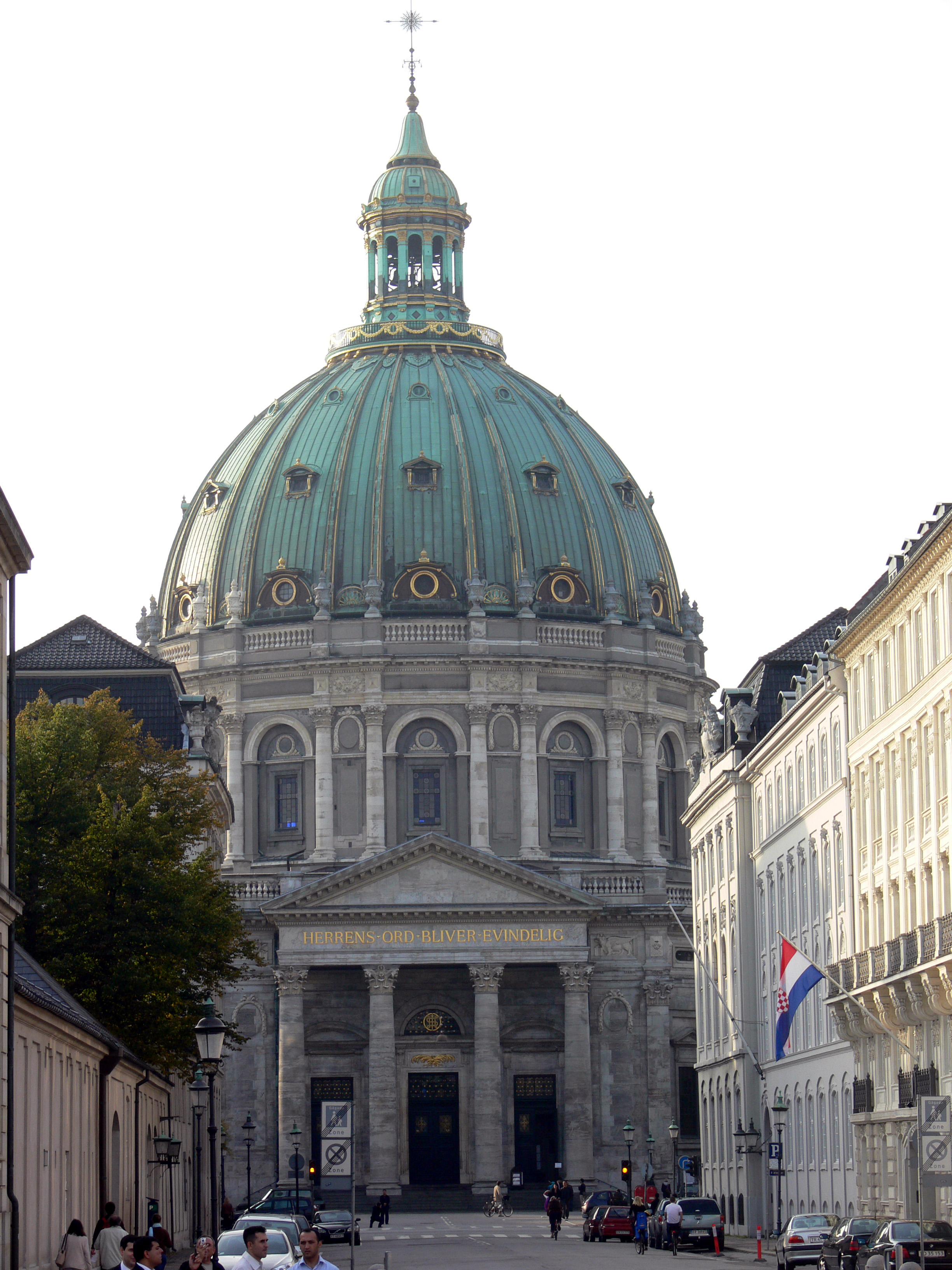
哥本哈根的腓特烈教堂。
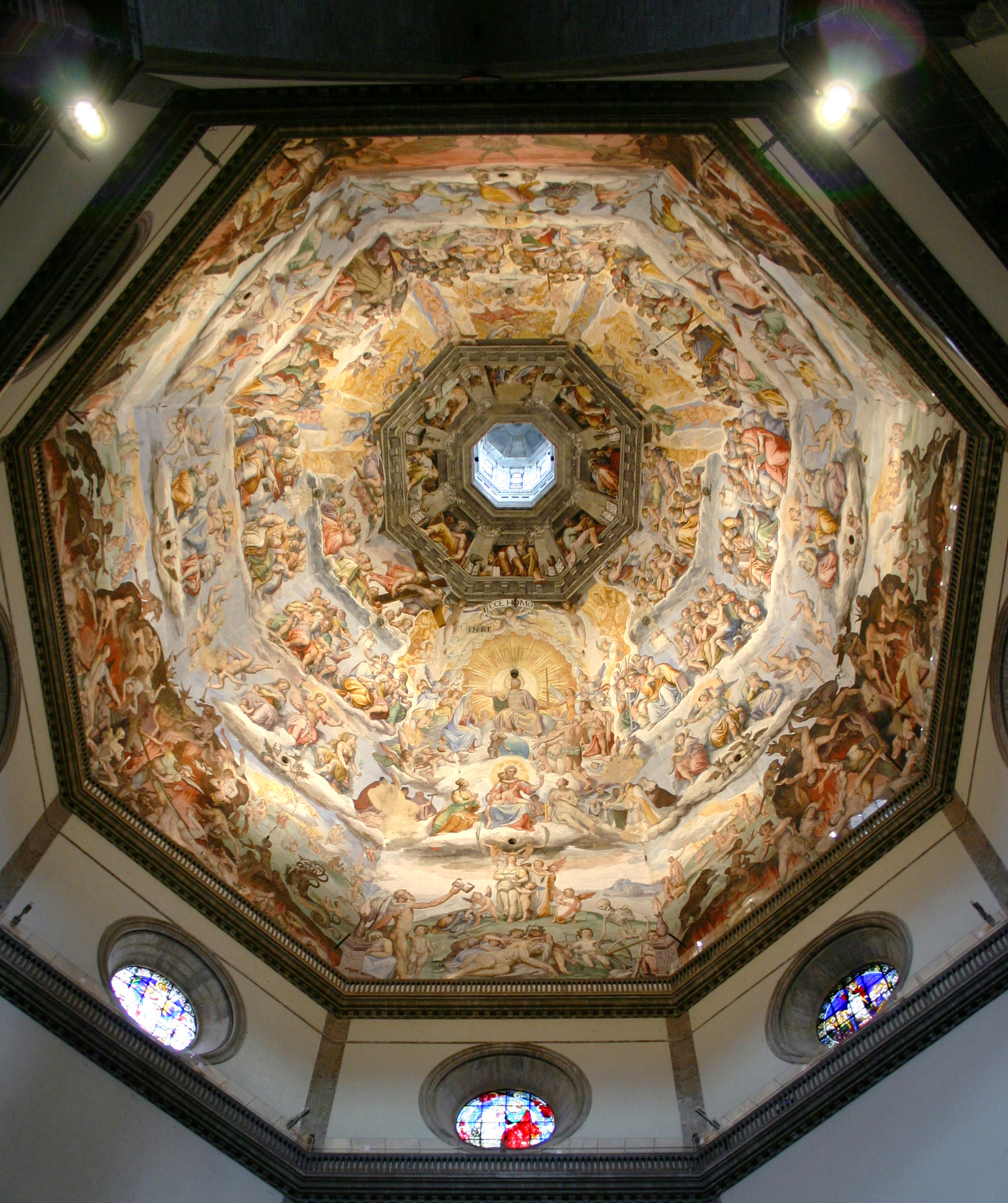
佛羅倫斯聖母百花聖殿的圓頂內層，是由菲利波·布魯內萊斯基設計，在1436年完工。
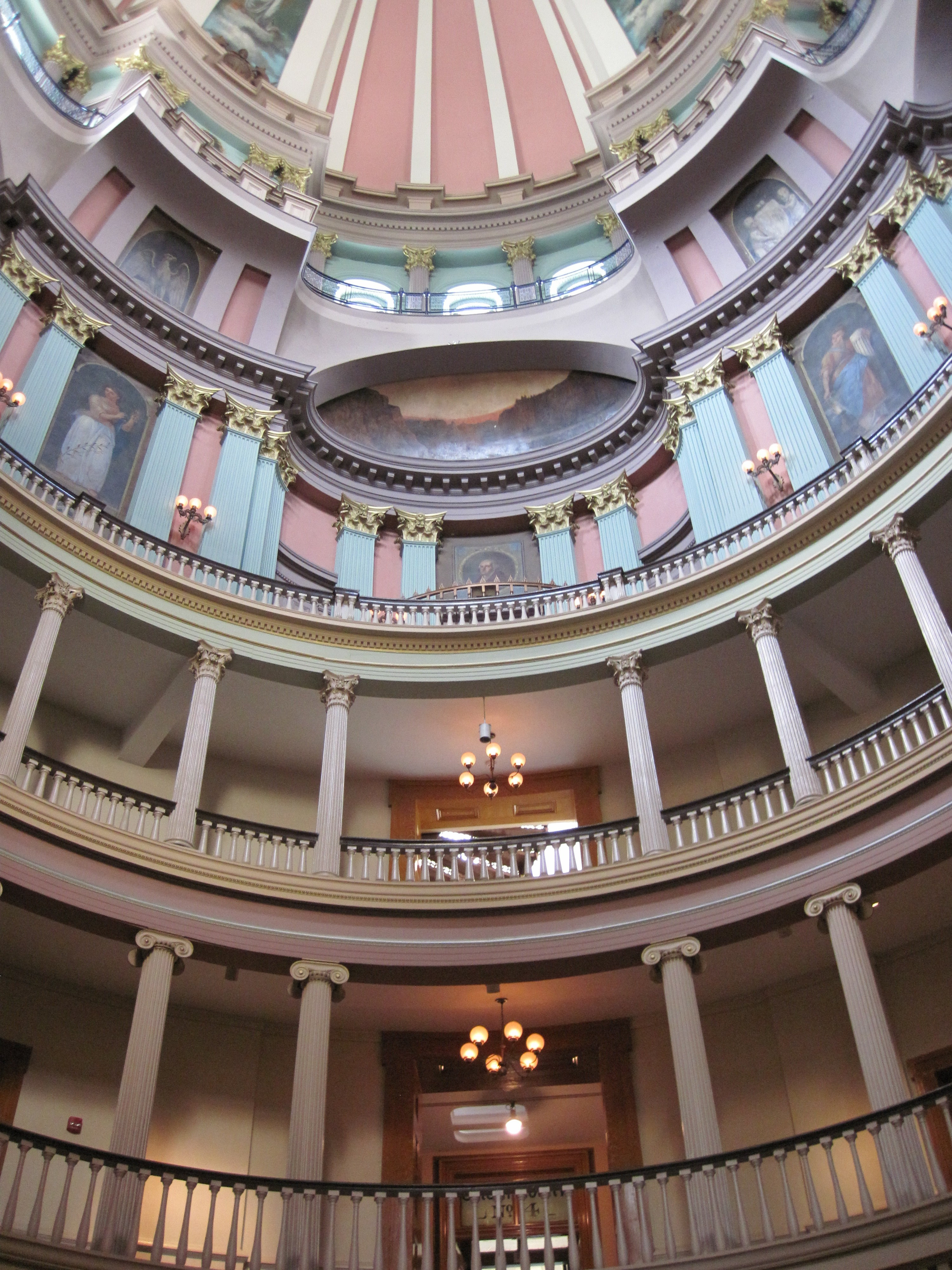
聖路易舊法院的圓頂。
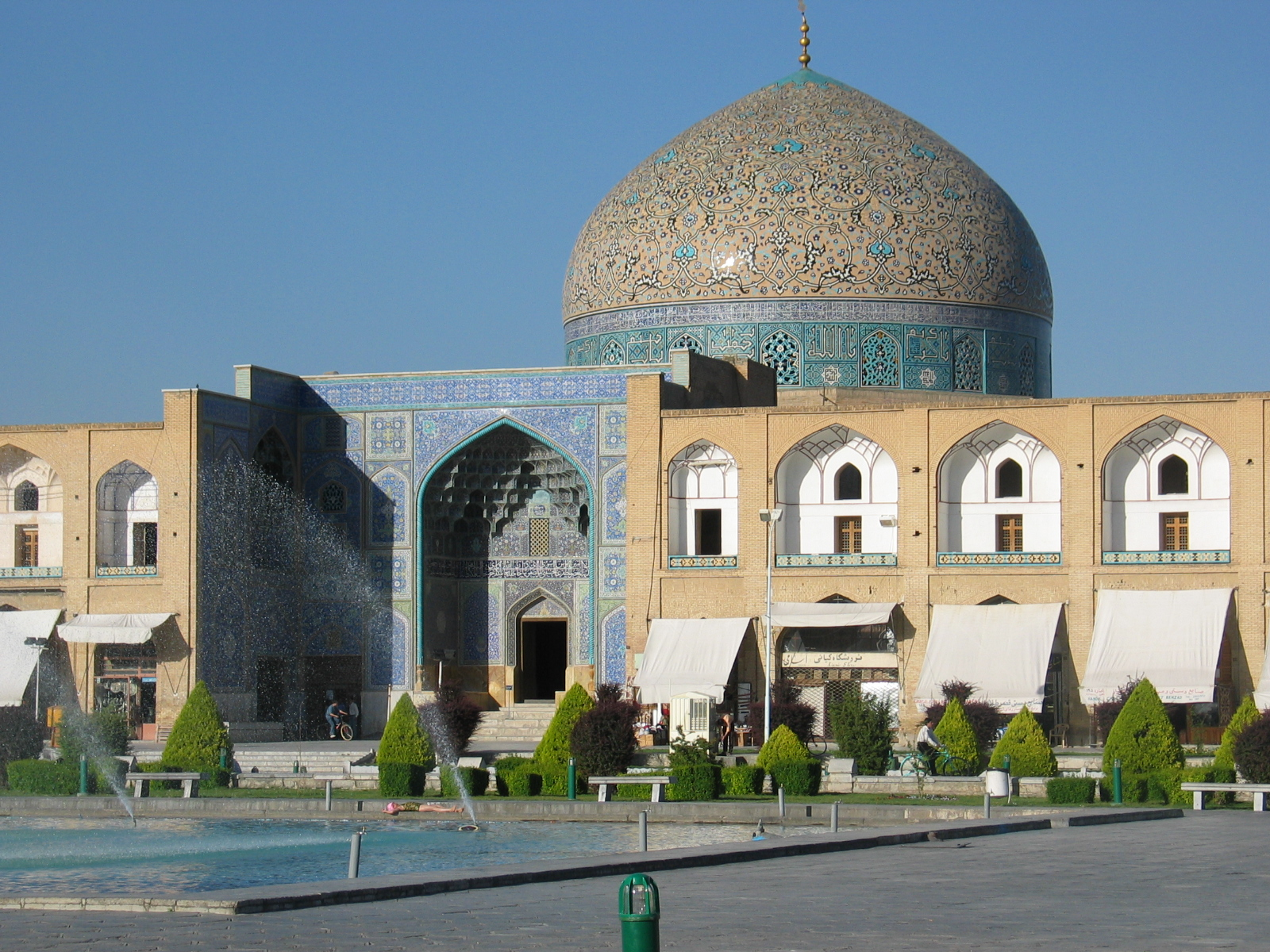
伊朗伊斯法罕的希克斯羅圖福拉清真寺。
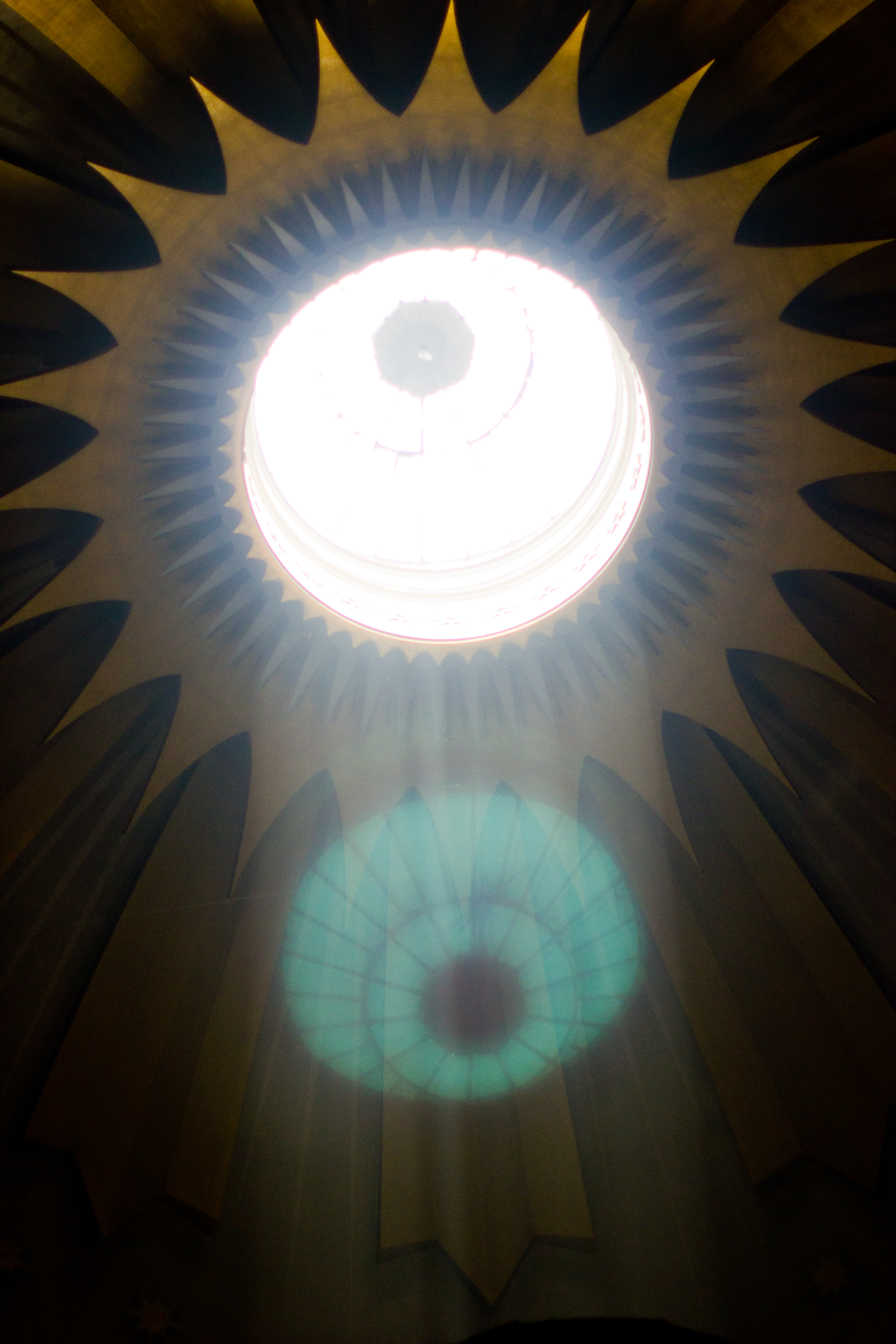
耶路撒冷圣墓教堂Rotunda的圓頂。
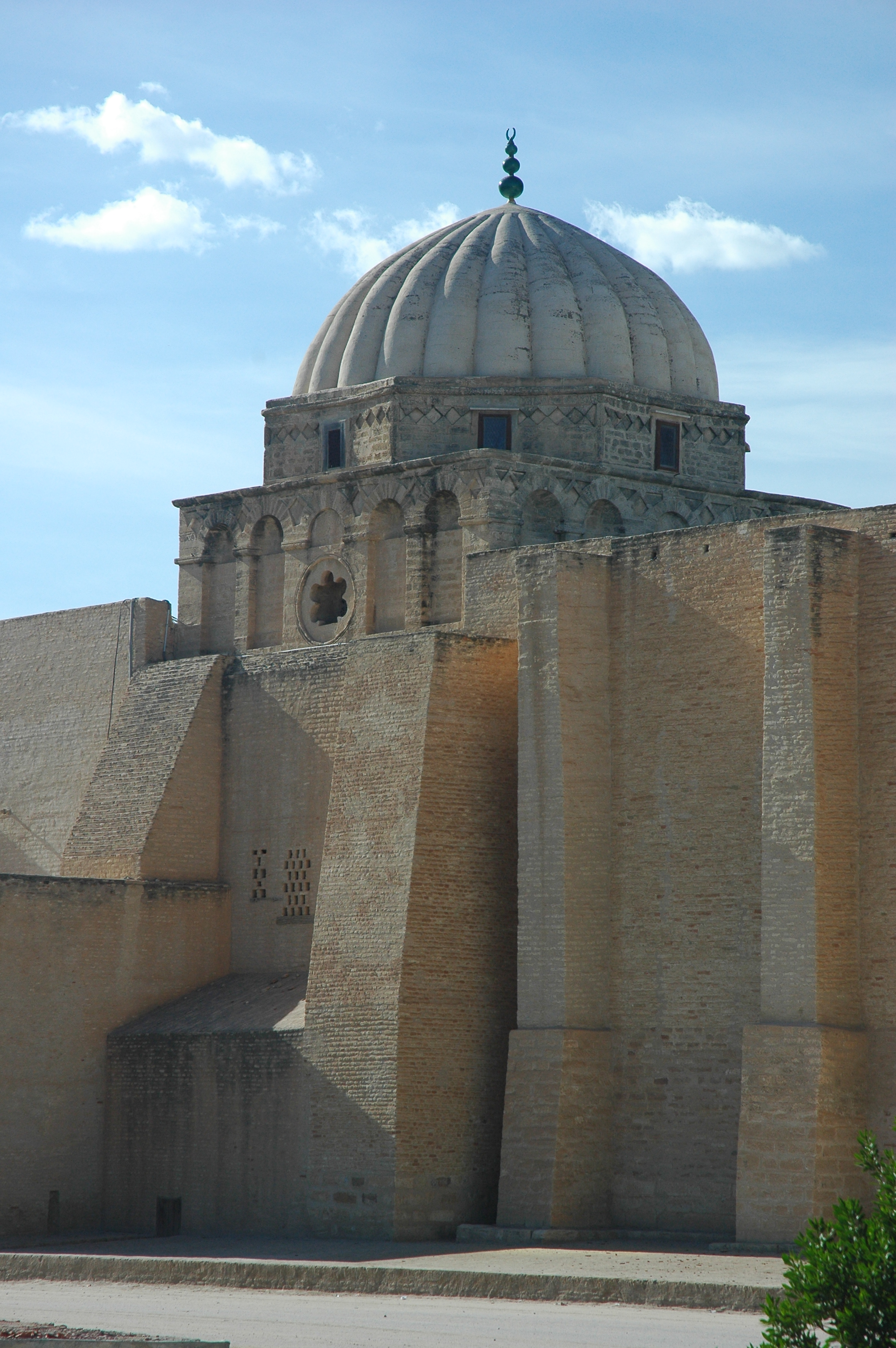
位在突尼西亞的凱魯萬大清真寺凱魯萬大清真寺，第九世紀製作的壁龕穹頂。
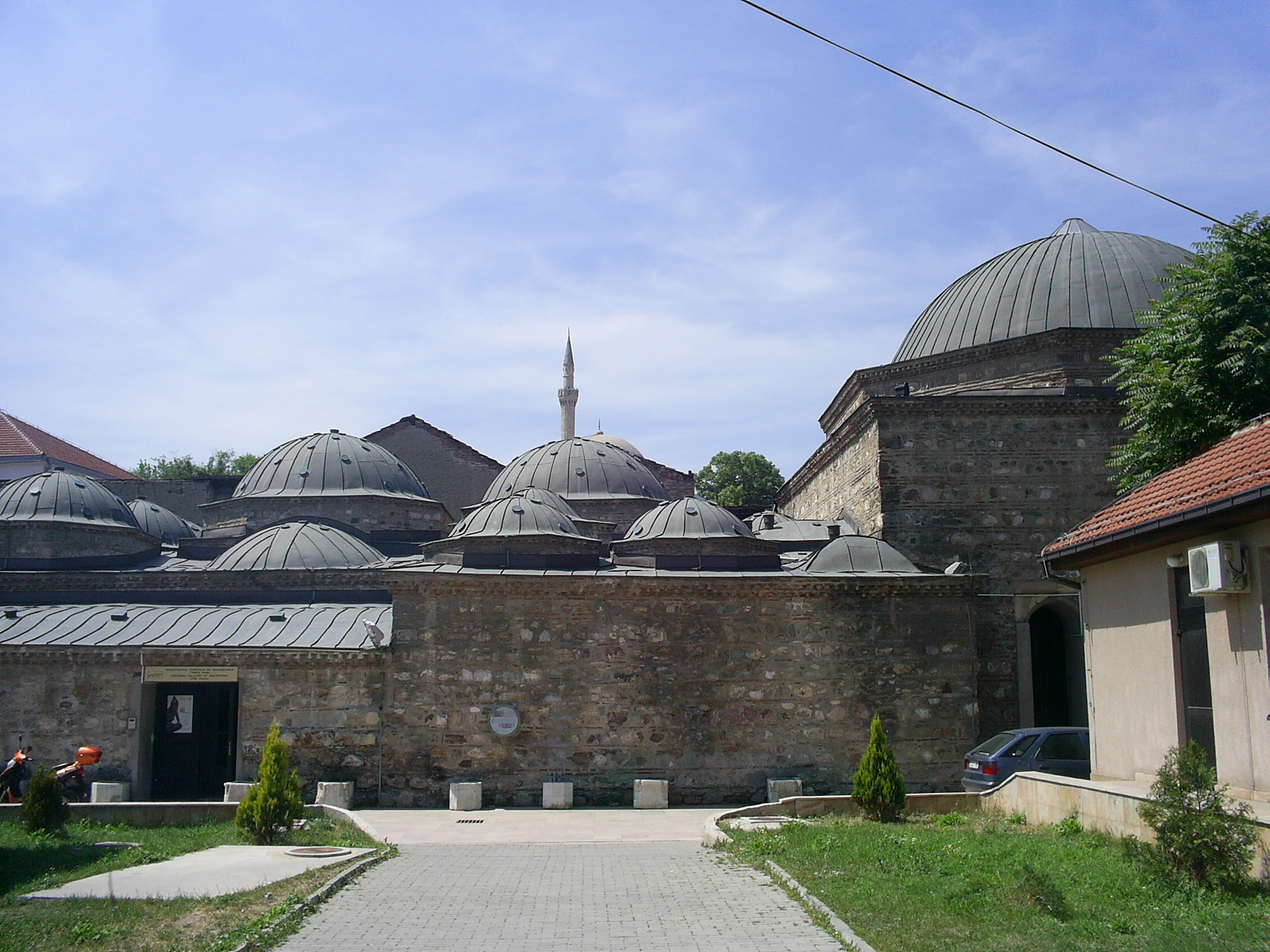
巴尔干半岛的奥斯曼圓頂。
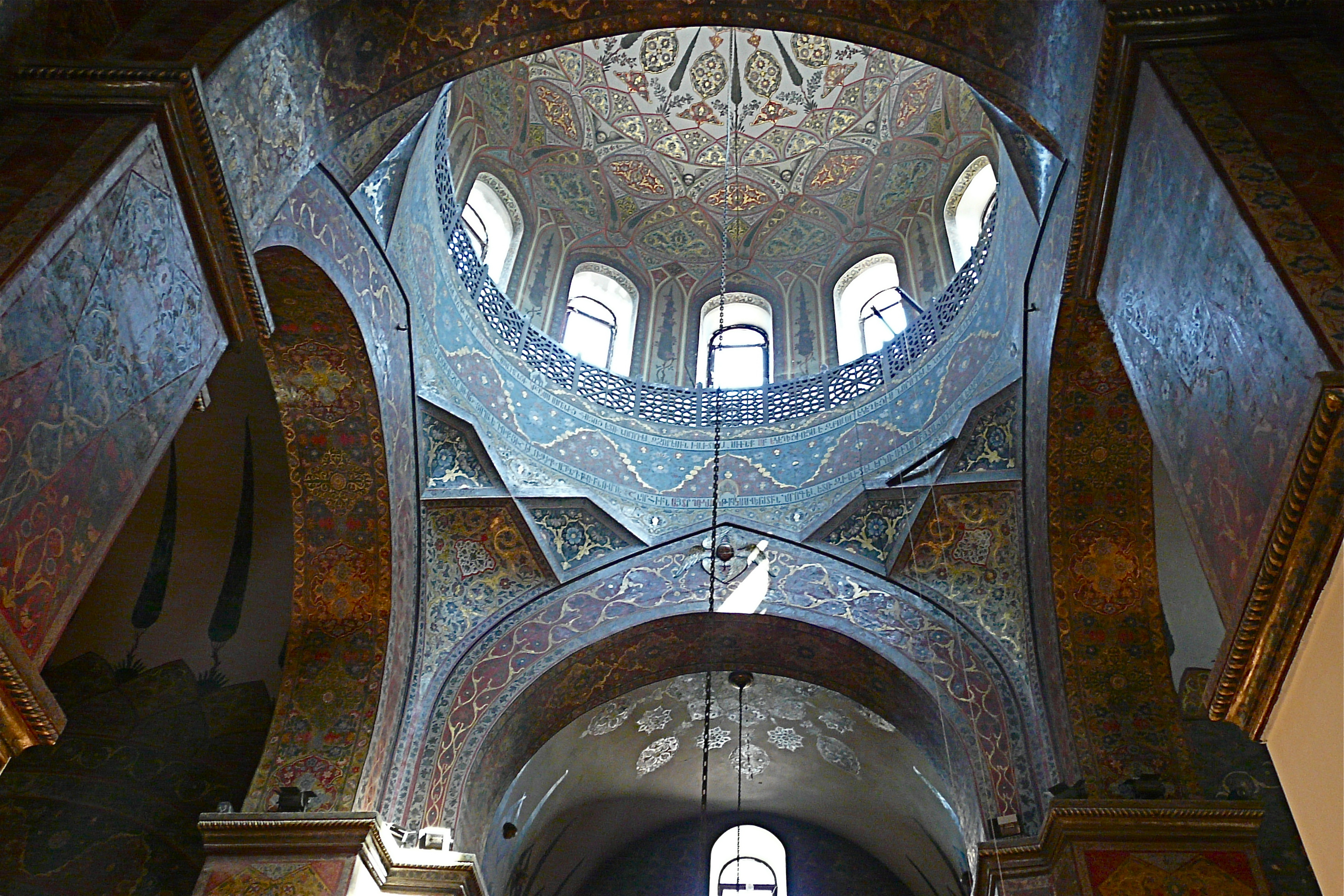
亞美尼亞Vagharshapat的Etchmiadzin天主教教堂
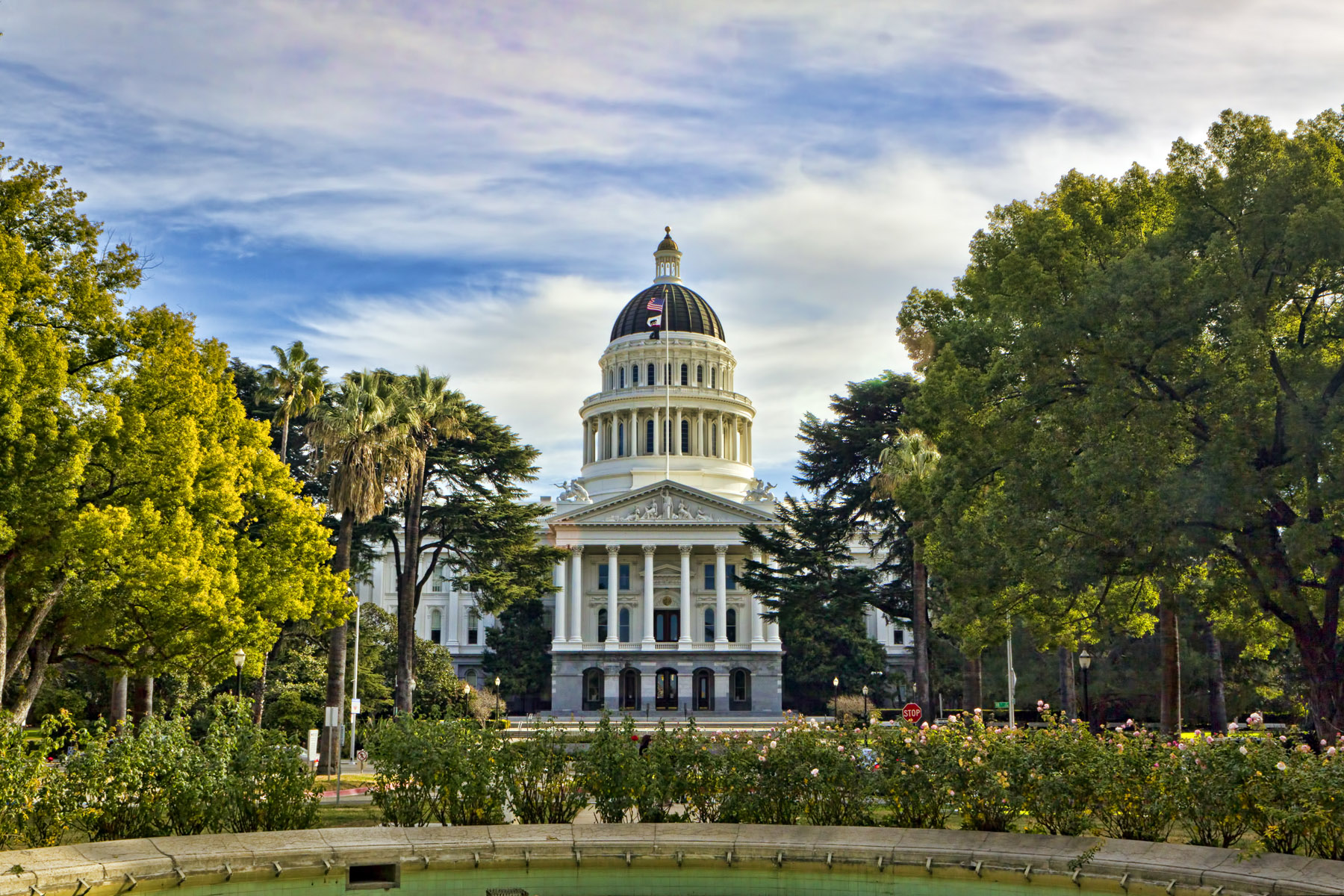
加利福尼亞州議會大廈
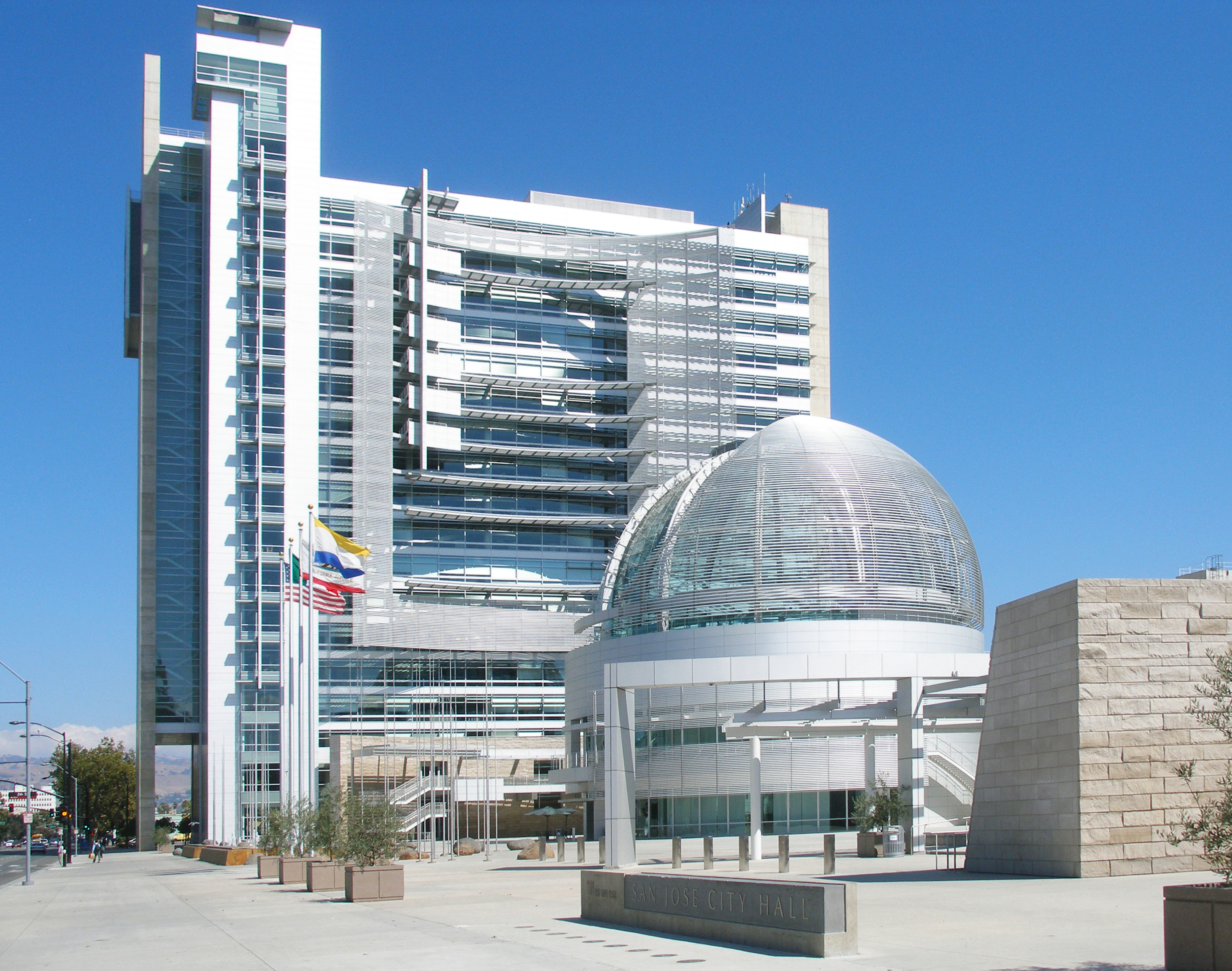
聖荷西市政廳（英语：San Jose City Hall）